# 分子モデル

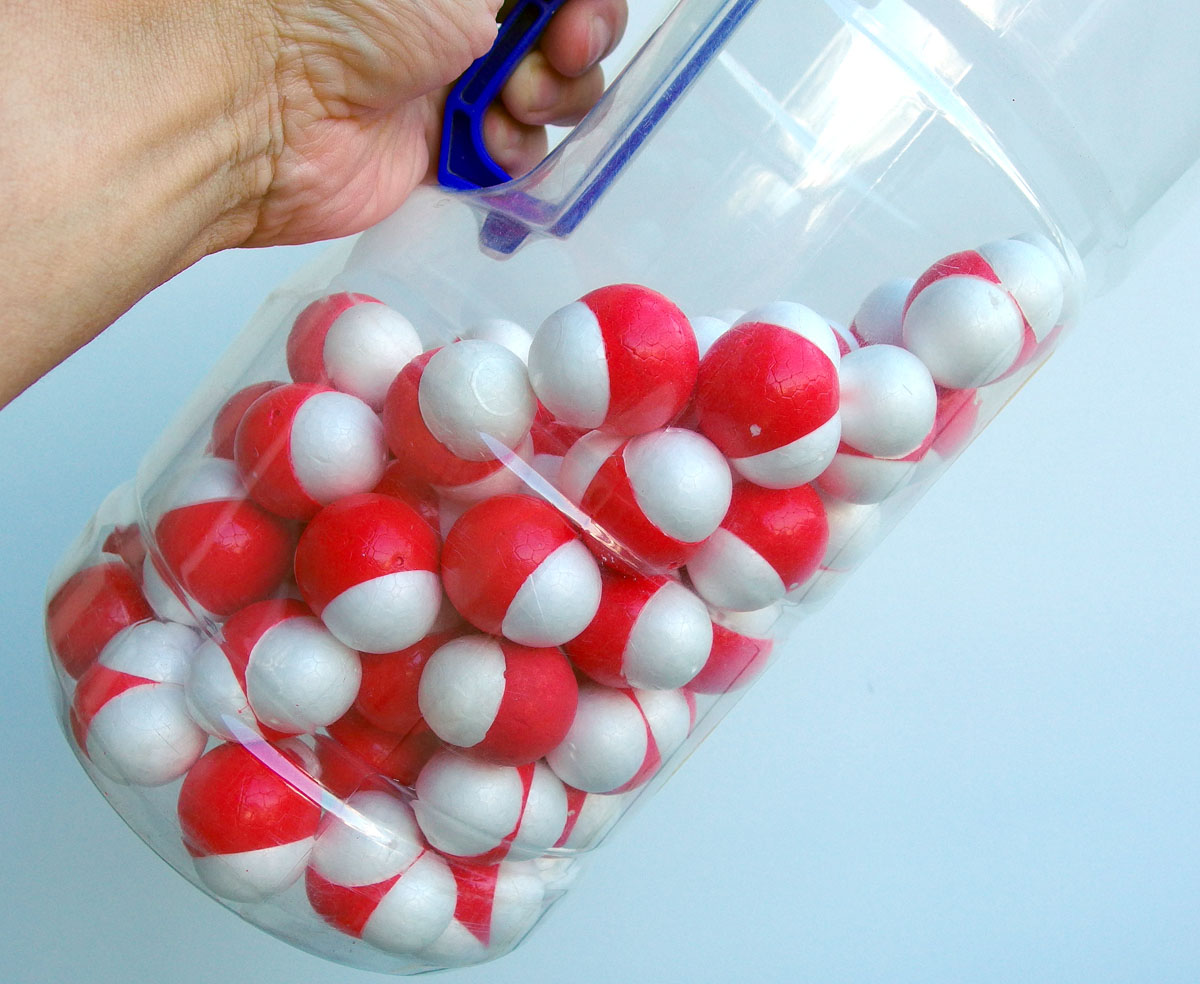
1億倍の分子模型で表した液体の水

分子モデル（ぶんしモデル、英: molecular model）とは、原子の幾何学的配列から推定される分子構造のこと。近年では分子構造が詳しく分かるようになったため、3次元的に造形したものを視覚化して立体化学を理解する助けのために用いられるモデル、模型も意味するようになった。分子の立体的な構造を玉や棒を用いて表したものは特に分子模型（ぶんしもけい、英: molecular graphics）、原子模型（げんしもけい）と呼ばれる。分子模型は高等・中等教育や科学入門教育において活用され、大きな教育効果があることがわかっている。

## 概要
最も早い原子・分子模型はジョン・ドルトンが1810年ごろに使った、原子を模した木の玉であるとされている。その後、有機立体化学の研究に分子模型が重要な役割を演ずるようになった。分子模型の中には結晶構造模型として、結晶学の理解に使われるものもある。分子模型には大きく2種類があり、原子の位置と結合の状態を正確に表すだけものと、電子雲の大きさまで表すようにしたものがある。
作成するためには樹脂などでできた部品を手で組み合わせたり、コンピューター上で描画したり、計算化学やX線結晶構造解析などの手法で得られた構造をもとに視覚化したりする。
単体や無機塩の場合も含む結晶構造について分子モデルに相当するものは結晶構造モデルまたは結晶構造模型と呼ばれ、分子モデルと同様の形式で表される。
当初は大学や高校の化学の授業で用いられる程度だったが、1億倍実体積分子模型を発泡スチロール球で作る方法が開発されてから、急速に初等科学教育の中に普及し、小学校低学年の科学入門教育でも大きな成果を出すまでになった。

## 表現形式

### 針金モデル

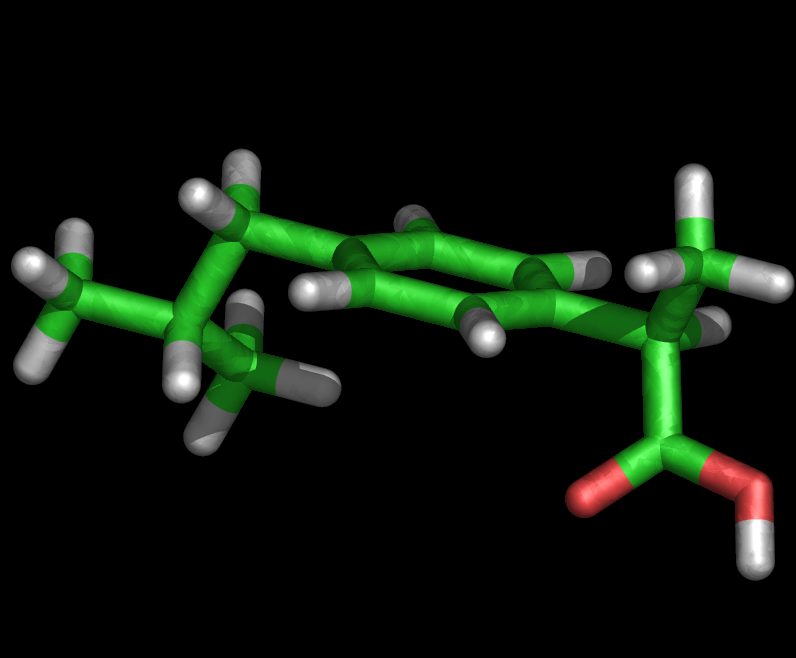
イブプロフェンの針金モデル。

- 結合のみを針金状にあらわしたモデル。球は用いない。

分子の立体構造をなるべく正確に表すためにチューリッヒ大学のS.Dreiding(en:André Dreiding)が1959年に考案し、スイスの企業が特許を取って販売した。ステンレスの棒と管の組み合わせでできている。C-C結合の結合距離が正確に出るように工夫されていた。この模型には水素を表す部品はなかった。いろいろな分子模型を組み立てるには多種類の部品が必要で高価であるのが欠点だった。アメリカのL.F.Fieser(en:Louis Frederick Fieser)は1963年にプラスチック製の模型を作り、販売した。

### 球棒モデル

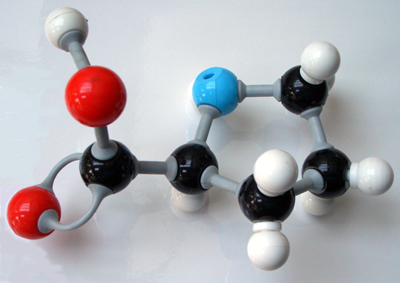
プロリンの球棒モデル

- 原子を球、結合を棒であらわしたモデル。棒の長さは結合長を反映する。球の大きさは原子半径を反映しない。

1865年にドイツのホフマンが発明した。日本では、1966年に畑一夫らの考案で日ノ本合成樹脂製作所で製作され、HGS分子模型の名で丸善が販売した。このモデルでは従来の球棒モデルで原子を丸い玉で表していたものを多面体に変更して結合角が正確に模型化でき、結晶模型を作ることもできた。

### 空間充填モデル（スチュアート模型）

水分子の実体積モデル。

- 原子半径の大きさを反映させた球で原子を表したモデル。

1934年にドイツの実験物理学者ヘルベルト・アーサー・スチュアート(en:Herbert Arthur Stuart（1899-1974年）)が発明した模型。発明者の名前を取ってスチュアート模型とも呼ばれる。「CPKモデル」は1965年にコリー（R.Corey）とポーリング（L.Pauling）が模型を作り、それを詳しい計算で改良したコルタン（W.Koltum）の頭文字をとったものである。「空間充填分子模型」はSpace Fulling Molecular Modelの直訳である。初等科学教育の分野では子どもたちがイメージしやすい用語として実体積分子模型と呼ぶことが主流である。
それまでの模型が結合角と結合距離だけ正確に作り、分子の骨格だけを表していたのに対して、分子骨格を取り巻く電子雲も表そうとした模型である。原子をファンデルワールス半径の大きさにとり、結合距離に応じて原子球の一部を切り落としたものをつないで分子の形に組み立てる。

### ORTEP図

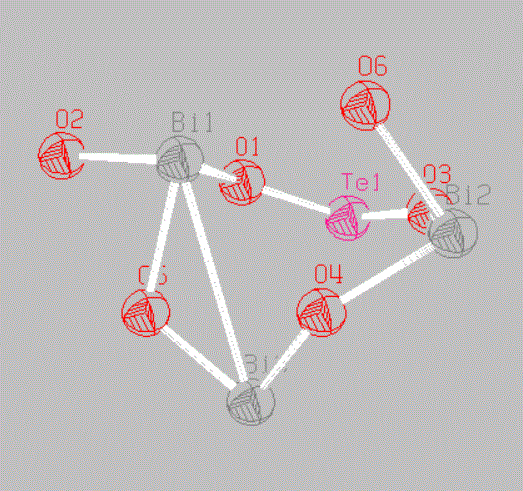
Bi_{2}TeO_{5}のORTEP図。

- X線結晶構造解析の結果を表すために用いられる。原子核が一定以上の確率で存在する位置を表す熱振動楕円球を描き、楕円球を結合を表す棒でつないだもの。

ORTEPとは、Oak Ridge Thermal Ellipsoid Program（オークリッジ熱楕円体プログラム）の頭文字をとったもの。イギリスの結晶学者 D.W.J.Cruickshank（1924-2007年）（en:Durward William John Cruickshank）が1956年に考案した。en:Thermal ellipsoid

## 歴史

### 古代ギリシャ
古代ギリシャのデモクリトス(紀元前460年頃-370年ごろ)は、すべてのものはこれ以上分けられないもの＝アトモンなもの＝アトムと、アトムが動きまわる空間＝真空でできていると主張した。彼の原子モデルは「甘いものは丸っこい原子でできていて、辛いものはとげのある原子でできている」などと想像した。

### 近代的原子論の始まり

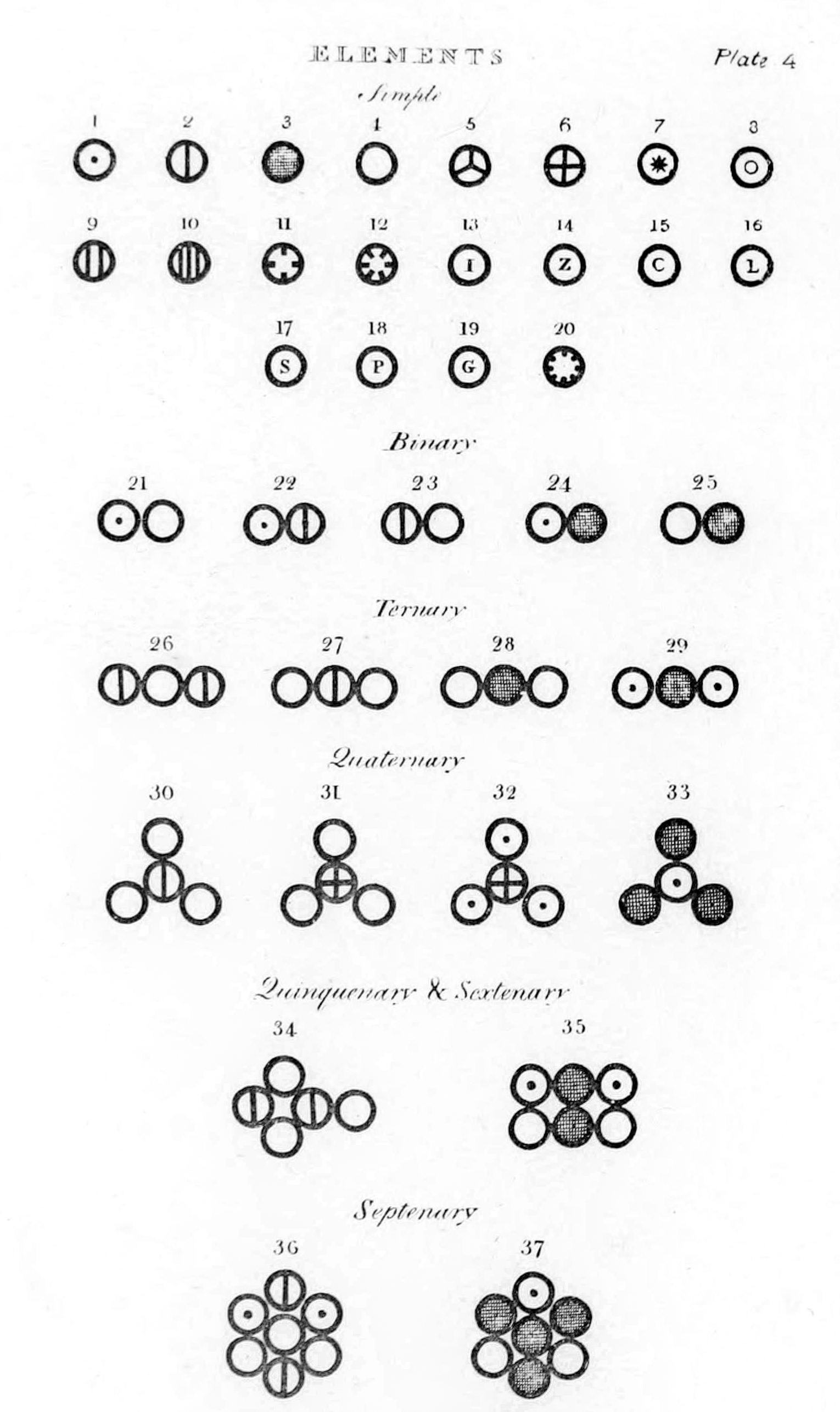
ドルトンの原子・分子モデル図（1808年）。

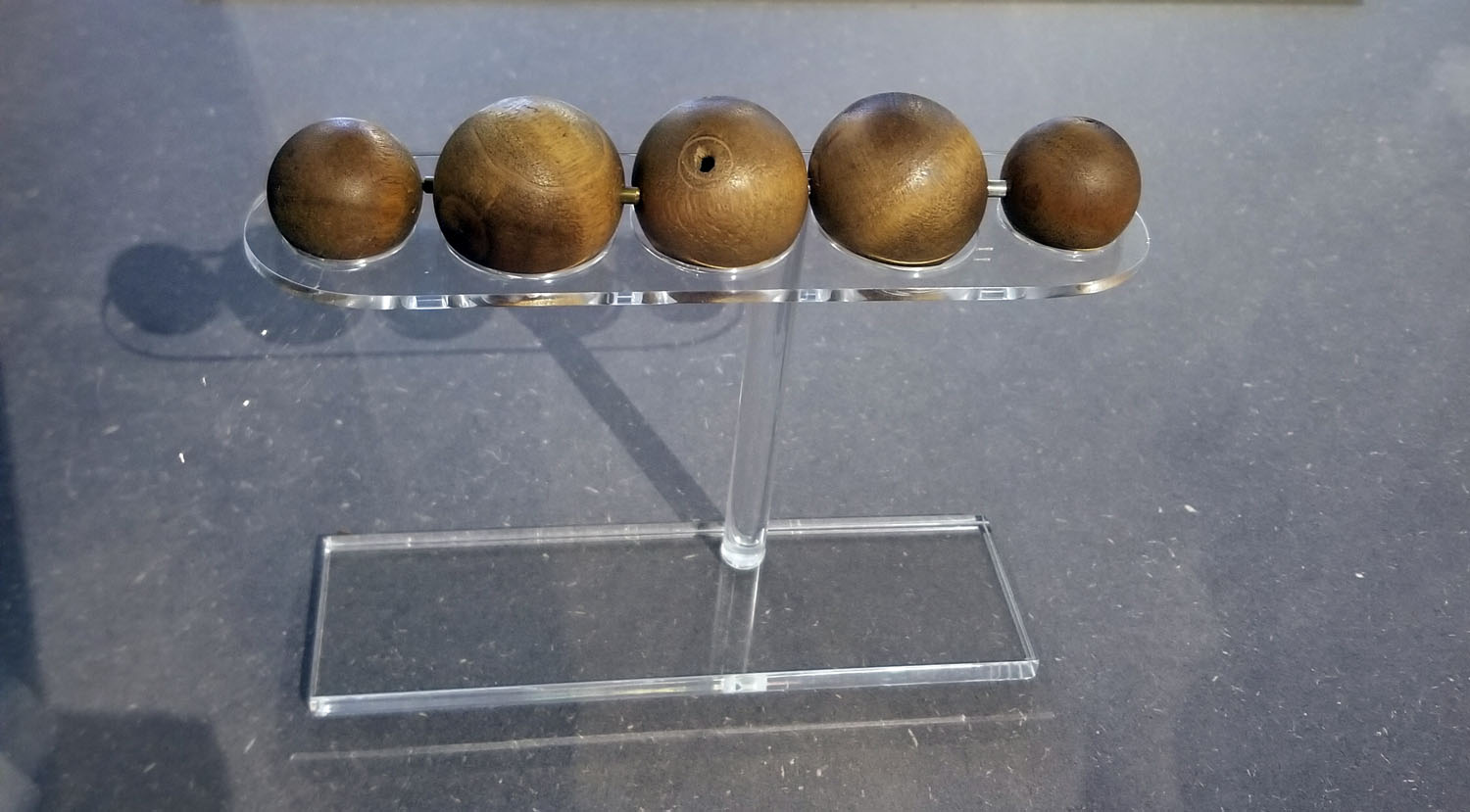
ドルトンが作った原子模型（1810年）

1808年にイギリスのジョン・ドルトン（1766-1844年）は『科学哲学の新体系』を出版し、その中にある丸い円で表した原子とそれらが結合した物質の図を載せた。ドルトンは1810年ごろに友人のエドワードに頼んで、直径1インチほどのたくさんの木製の球を作ってもらい、それを使って私塾で子どもたちに原子を教えるのに使った。この木製球はいくつかの穴が開いており、針金などを通してつなぐこともできた。ドルトンはこの模型を使って自分の考えた原子でできた物質を教えたと考えられている。ドルトンの原子模型はマンチェスター科学産業博物館（Museum of Science and Indutry）に展示されているものと、科学博物館グループ国立コレクションセンター（the Science Museum Group National Collections Centre）に保管されているものがあるが、それを見ると直径29mmと19mmの球で、短い金属棒でつなげられている。

### 有機化合物研究の時代

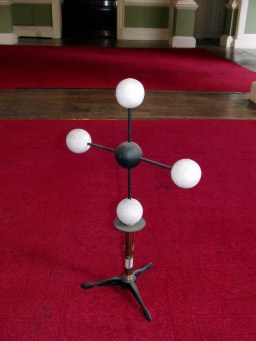
ホフマンの分子模型。これはメタンの模型。（1860年）

ドルトンの後、1800年代後半ごろから、科学者たちは炭素を含む物質に目を付けて分子の構造について研究し、様々な仮説が発表されるようになった。そしてその仮説を発表するときに分子模型が作られるようになった。1865年にドイツのホフマン（Augst Wilhelm von Hofmann : 1818-1892年）が、はじめて「球棒型分子模型」を作った。
この模型では黒い玉が炭素で白文字でCと書かれ、その他の白い玉にはH、CL、Oなどと書かれている。この玉はクロッケーボールで作られ、直径92mm、重さ450gの木製であり、かなり大きなものである。これは大英王認研修所（ロイヤル・インスティチューション）で1865年に一般向けの科学講演をする際に聴衆に見せるために作られた。
オランダのファントホッフ（Van't Hoff : 1852-1911年）は、1874年にホフマンの平面的分子模型とは違う正四面体や三角錐でできている分子模型を作った。これはメタンCH4は正四面体の中央の炭素原子に対して4つの角に水素原子が立体的に位置するという考えを模型にしたものだった。ファントホッフは構造式を立体的に考えた初めての人だった。

### 原子の大きさが分かった時代

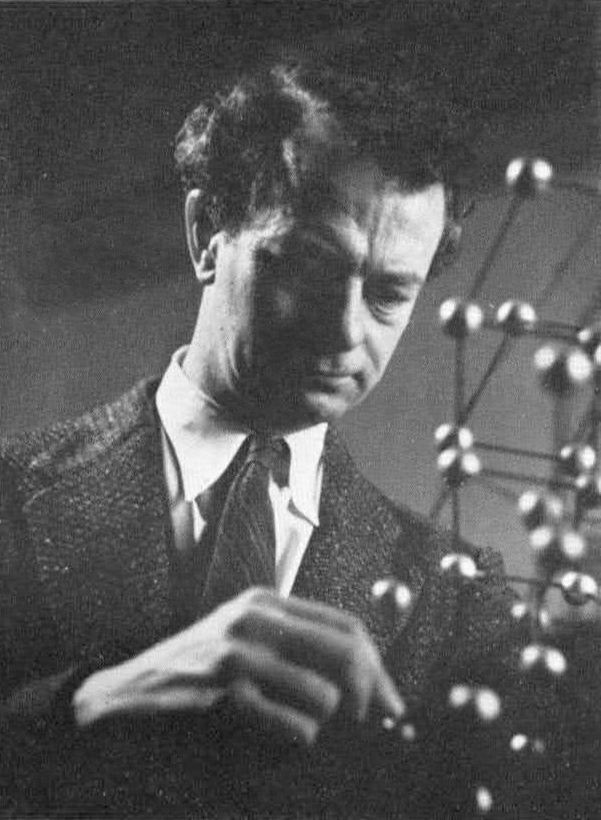
ポーリング 1941年。分子模型を扱っている。

1911年にイギリスのブラッグ（William.L.Bragg : 1890-1971年）は結晶にX線を当ててその回折像から、原子の並び方や原子の大きさを明らかにした。1926年にはゴールドシュミット（Victor Moritz Goldschmidt : 1888-1947年）がイオン半径表を発表した。さらに気体分子が衝突して跳ね返る時の最短接近距離から「気体衝突半径」（ファンデルワールス半径）が求まり、分子状態の原子の大きさも研究できるようになった。1932年にアメリカのライナス・ポーリング（Linus Pauling : 1901-1994年）はファンデルワールス半径と共有結合半径を量子力学を用いた化学結合論で導き出し、ファンデルワールス半径を原子の大きさの基本として考え、原子の結合を考えた。これが原子・分子模型を作る作る人達に受け継がれた。

### 実体積分子模型の誕生
ポーリングは自分の研究成果を用いて、絵の上手な友人の科学者に、自分の持っている原子・分子のイメージを絵に描いてもらい、たくさんの実体積分子模型の図を自著に載せた。
1934年にドイツの実験物理学者スチュアート（en:Herbert Arthur Stuart）は、『分子構造　物理的方法による分子構造の決定』に次のように書いた。
原子のファンデルワールス半径の値を決められるようになったので、2種類の新しい（メタンの）分子模型を組み立てた。1つは透明なガラス球で作ったもので、共有結合半径の大きさの球にしてある。球の中心には原子核の位置を示す小さなガラス球がついている。
もうひとつは原子を木の球で作ったもので、球の大きさはファンデルワールス半径にしてある。ただし、この球の一部はカットしてあるので欠球である。これは特別の仕組みで原子同士を結合して分子模型を組み立てるようにしたもので、分子内で原子は自由に回転できる。作りたい分子を自由に組み立てることができるし、その分子の中で原子を自由に回転できるので、いろいろな形に変化した分子を研究することができる。
スチュアートの分子模型は「分解・組み立て自由・回転可能」で「詳しい知識が無くても自分で分子を作れてしまう」という点がこれまでの分子模型になかった画期的な発明だった。この模型は1956年に黒木信彦が『染色の化学』(槙書店)の中で日本に紹介した。スチュアート模型では原子の接合部に服につかうスナップボタンを使っている。この分子模型はケルンのLeybolds商会（en:Leybold GmbH）が供給を引き受け、世界で初めて市販された分子模型となった。

### 1億倍分子模型の誕生
スチュアートの実体積分子模型は改良され、イギリスやアメリカなどで教育用に発売された。日本でもそれらを模倣する形で教材用として販売されるようになった。それらには三田村理研工業の「MRK分子模型」、英国製でナリカが販売する「モリモッド分子模型(molymod)」、日ノ本合成製作所の「HGS分子模型」、英国製でCYPRESSが販売する「CPK精密分子模型」がある。これらの模型の倍率は1.25億倍から2.8億倍となっている。このような半端な倍率になっているのは、アメリカやイギリスの1インチを元にした倍率をそのまま模倣または輸入したからである。英米の科学者は科学研究にはメートル法を使うが、模型を作るとなると1オングストローム＝1インチまたは0.5インチを基本の長さで作っている。これは発注時に、日常的な単位で寸法を指示したからだと思われる。欧米の科学者は模型の倍率には関心が無かった。
科学史家、科学教育研究者の板倉聖宣は、原子や分子を子ども向けに教える絵本『もしも原子がみえたなら』を1971年に出版した。この本では、1億倍の実体積分子模型の絵が使われた。板倉はこのことについて「ちょうど1億倍が覚えやすいから、わざわざこの大きさにした」と述べている。絵本をもとに1975年に作られた仮説実験授業の授業書「もしも原子が見えたなら」では、1億という大きな倍率を説明するのに、逆に地球の例をあげて「地球を1億分の1にすると直径13cmほどになる」という例を使っている。
後にこの絵本や授業書を元に分子模型を作るときにも、原子の寸法は1オングストローム(Å)が「1億分の1cm」であるため、オングストローム単位の原子の数値をそのまま1億倍すれば簡単にcmに換算することができるというメリットもあった。
しかし、既存のメーカーは1億倍の模型には興味をしめさなかったため、仮説実験授業研究会会員の由良文隆が父の金型工場で1億倍実体積分子模型の金型を製造してもらい、プラスチック製模型として量産し、「YYSブロック」として1993年に販売した。その後、仮説実験授業研究会では、1億倍という区切りの良い数字を分子模型で使ったことによって、科学入門教育上「最も基礎的な科学的概念」としての原子のイメージが、子どもたちに覚えやすく印象に残ることになった。

## 科学入門教育への導入と成果

### 初期の導入
立体化学では入門的学習にはどうしても分子模型は必要であると考えられ1960年頃には大学の化学の授業で市販の模型が使われていた。しかし学生1人1人が模型を触って学ぶには高価であったため、学生用に様々な自作方法が考案され、球棒モデルが作られていた。高校で発泡スチロール球をニクロム線で切って作ったり、毛糸で電子雲モデルを作成する試み、大学での紙を切り抜いて折ることで作る分子模型、高校化学でのポリウレタンやEVA等の軟質プラスチックで球棒型や接触球模型を作る試み、教育大学での折りたたみ式の紙製模型で正四面体骨格模型の試みなどが行われてきた。このように、これらは主に大学・高校での化学の授業で利用された。

### 初等教育への導入
小学校を中心とした初等教育で、本格的に分子模型の授業を導入することは、板倉聖宣が1971年に『もしも原子が見えたなら』という子ども向きの絵本を出版したことから始まった。この本は1964年のポーリングの『分子の造形』で、カラーの分子模型の図を多用した入門書を出版したことを参考に作られたと思われる。ポーリングのこの本は見開きの片面に球棒モデルや実体積模型や、結晶模型図が多数載せられ、日本の分子模型づくりにも大きな影響を与えた。しかし、板倉の絵本は対象を小学生まで下げたことと、実体積分子模型の図を採用したことが、それまでの高等・中等教育の化学の授業を対象とした模型作りとは違っていた。この絵本の内容は板倉の予想を超えて子どもだけでなく教師にも歓迎され、小学校低学年でも使われるようになった。

### 絵本の授業書化

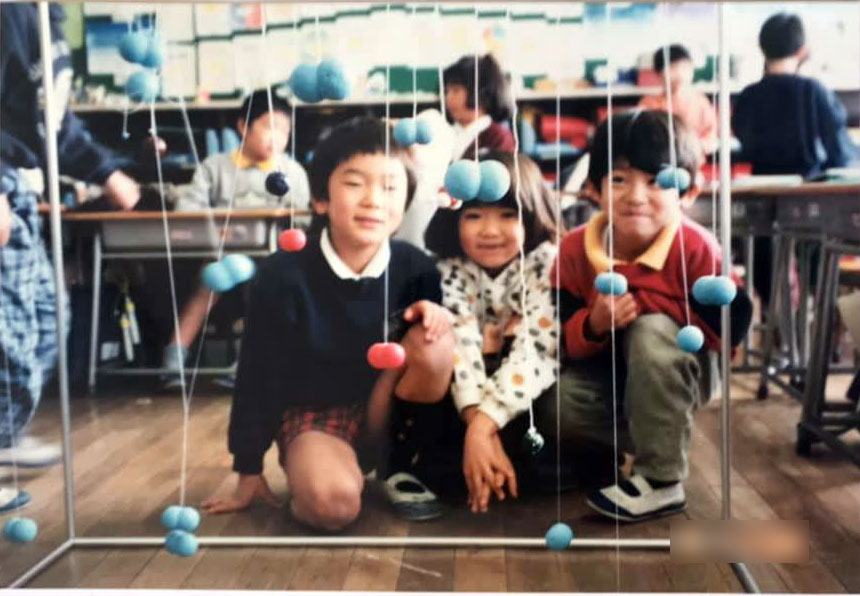
授業書「もしも原子がみえたなら」の授業で、空気の1億倍模型を見る子どもたち。

絵本にそって授業をやりたいという要望を受けて、1975年に仮説実験授業研究会会員の平林浩が授業書「もしも原子が見えたなら」を作成した。この授業書は「お話を読みながら分子の図に色を塗っていく」という簡単な構成だった。平林は「分子模型を頭の中で飛び交わせながら考えることができれば、イメージだけで化学変化が分かってしまうのではないか」と考えた。分子に色を塗ることにしたのは「色を付けることによって描かれているもののイメージが強く残る」と考えた事による。この授業書は小学校低学年でも大歓迎され、大人から子どもまで原子や分子をたのしく学べることが分かった。

### 1億倍スチロール球模型の始まり
名倉弘は「もしも原子がみえたなら」の授業で三田村理研工業のプラッスチック分子模型を使っていたが、三田村理研は1976年に廃業してしまい、分子模型の入手に困っていた。そこで様々な材料で試した結果、1979年に手芸店で見つけた発泡スチロール球で分子模型を作ることはじめた。その結果、球にパイプで印を付けて大型カッターで切るという方法を考案した。スチロール球は水性ペイントで色塗りをし、木工用ボンドで接着した。三田村理研の模型は1.25億倍だったが、名倉弘はスチロール球のサイズを『理科年表』に載っていたファンデルワールス半径（オングストローム単位）の数字を2倍してcmに換算して1億倍とし、スチロール球の25～45ミリに近いものを当てはめた。ここにはじめて実体積模型の倍率が1億倍となった。このとき名倉が発表した球のサイズ表では、たとえば水素原子は25ミリ、酸素原子は30ミリとなった。小学校4年生以下はまだカッターがうまく使えなかったため、名倉が切ったものを用意して色塗りと接着だけやらせたた。欠点としては小売店で買うスチロール球が1個25円～35円と高価なことであった。

### 製作方法の改良

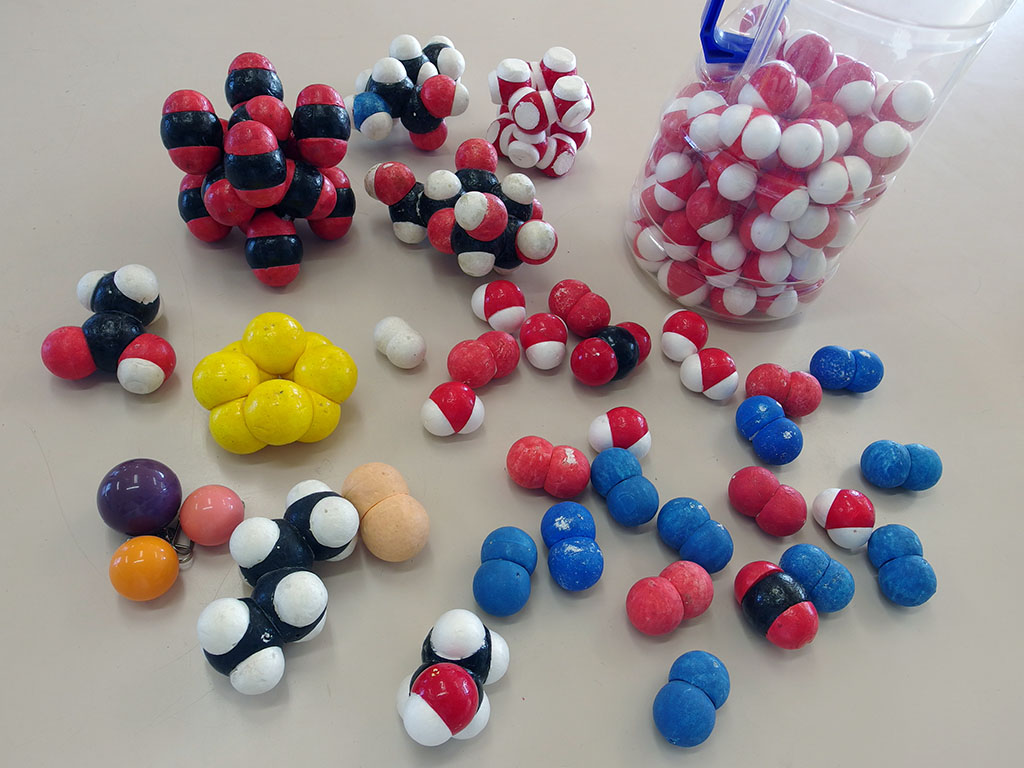
発泡スチロール球で作った授業用の1億倍実体積分子模型。

名倉弘の発泡スチロールでつくる1億倍実体積模型の作り方は、たのしい授業学派を中心とする多くの授業者によって改良された。また、「もしも原子がみえたなら」だけでなく、「いろいろな気体」「三態変化」「燃焼」などの授業書でも分子模型が積極的に取り入れられた。
- 1985年、板倉と吉村七郎[注 13]は授業書に出てくる分子の大きさと切り方を図解した[56]。スチロール球も小売店から供給元に入手先が変更され大幅に安価になった。
- 1990年、高橋道比己[注 14]と由良文隆[注 15]はプラスチック板に穴を開けて、スチロール球に切断面の印を付ける「モルプレート」を開発した[57]。
- 1992年、平尾二三夫[注 16]は「ユニポスカキャップ」で球に印を付ける方法で多くの分子模型の作り方を解説した本を出版した[58]。
- 1995年、塩野広次[注 17]は1億の3乗＝108×108×108＝1024≒1モルであることから、1億倍実体積分子模型はそのまま該当分子の1モルの体積に相当することを発見した。そこで1億倍分子模型に「分子量グラム」分のおもりを入れれば、模型でも分子量を実感できるとして模型に鉛の小粒を入れた分子模型を考案した[59]。
- 2005年、山田正男[注 18]と斉藤一郎[注 19]は電熱線カッターをステンレス線で作り乾電池で動くようにした。また色塗りは水性ペンキが美しく出来る事、独自開発の角度定規で正確に切ることができるようになった。これらの道具は仮説社で販売され、原子数の多い分子も手軽に作れるようになった[60]。

一方で、板倉聖宣は「模型はある程度いい加減なのが良いのであって、模型を作ることによって覚えることが増えたらいやになってしまう。厳密さを要求しすぎて分子模型の利点を失わないように」と戒めている。

### 初等教育で原子・分子を教える意義

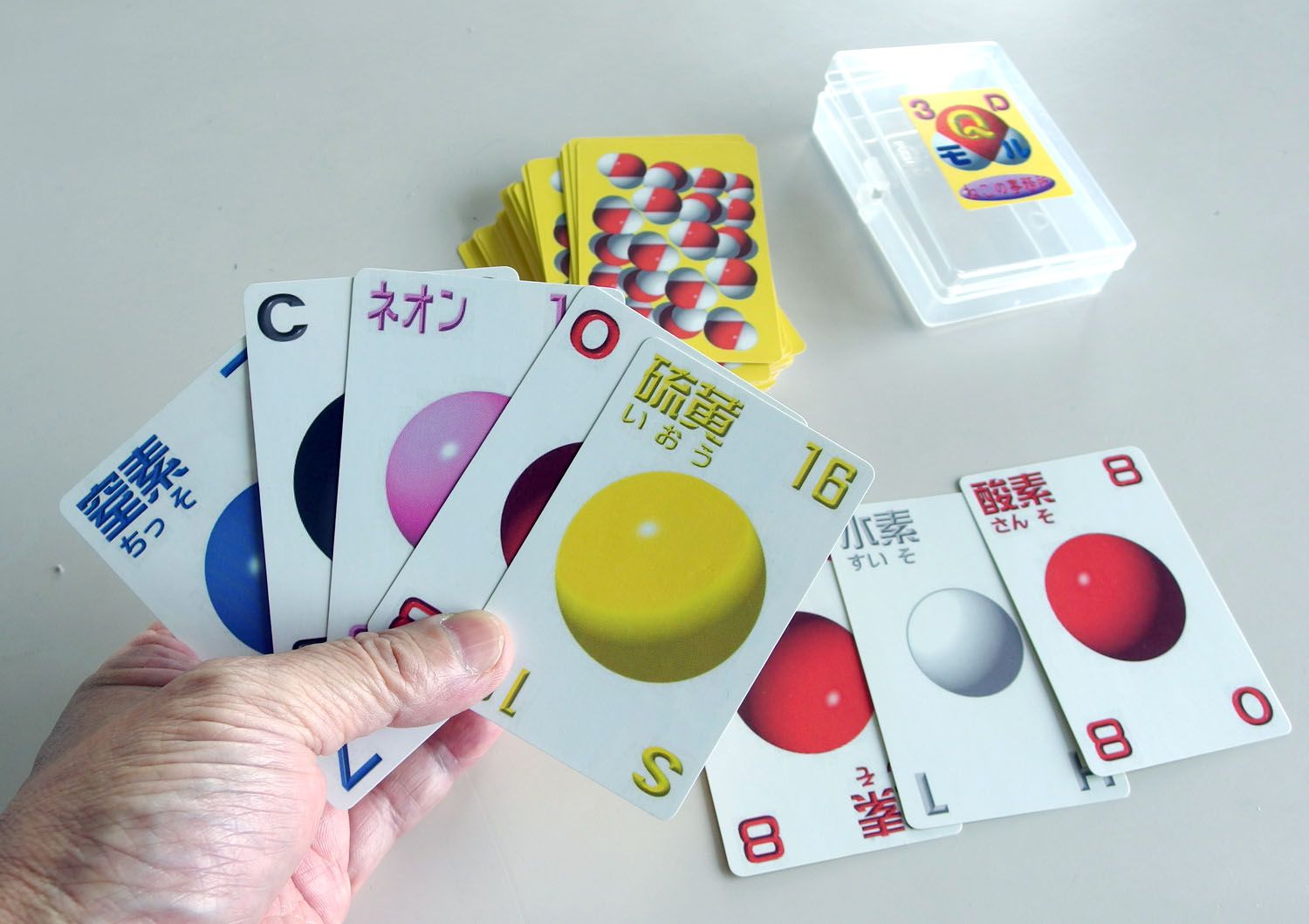
カードゲームモルQ

板倉聖宣は「小学校1年生に原子や分子を教えるのは押しつけ、ムチャクチャではないか」という批判に対して、
明治以後，「大地は球だ」ということは地球儀の普及で常識になった。今、「そんなことは難しくて役立たないから教えるな」と言う人がいるだろうか。あえて「原子論を」と言わなくてもいい。分子模型を地球儀のように身近なものにすべきだ。
と答えている。
また、伊藤恵は小学校1～2年生で「もしも原子がみえたなら」を分子模型を使って授業し、子どもたちが生き生きと分子の世界に遊ぶようになる大きな成果を上げた。同様な事例は他にも報告されている。
このような分子模型の授業の広がりと歓迎について板倉聖宣は、
原子や分子を学んだ子どもたちは「分子模型の知識がこの世の多くの問題を解くのにとても役立つ」ということを知ってしまう。小学生や高校生でもいろんな分子模型を組み立てて、原子分子のことを想像するのが楽しんでいる。カードゲームの「モルQ」はそうした原子の教育から生まれ、子どもたちに大歓迎されている。
と述べている。
さらに21世紀に入ると「初等教育での本格的な分子模型の授業」は世代を超えて受け継がれるようになってきた。たとえば、小学校時代に「もしも原子が見えたなら」で分子模型を楽しんだ子どもの中から、教師になって再び分子模型の授業を行う者が現れた。
また分子模型の授業を受けて、成人後にプログラマーの仕事に就いたとき、その時学んだ分子運動のイメージを視覚化するために「シミュレーション版〈もしも原子が見えたなら〉」を作って販売するまでになったものも現れた。
18年ぶりに再会した小学校の同窓会で、小学校時代に体験した分子模型のたのしさが話題になった事例や、仮説実験授業研究会の外まで分子模型の授業が広がり、海外の生徒が分子模型の授業を楽しんだ事例も現れた。
板倉聖宣は分子模型の教育について次のように述べている。
明治初期の物理の教科書には、小学生用のものにも、最初から分子の話が出ていました。そして「すべての物は分子からできている」ということを知らないと「文明開化の人」とは言えないと思われることもありました。しかし、その原子分子論の知識は広く国民の基礎常識となるに至りませんでした。しかし、「地球」の方の知識は広く国民の常識となったと言えるでしょう。明治期は『地球儀用法』という本が何種類も発行されて、人々に「地球の実在」を雄弁に訴えることに成功したからです。地球全体は大きすぎて見えないのに、机の上の小さい地球儀は目に見えるので、地球の実在を有力に訴えることができたのです。分子模型があってはじめて、原子分子論は国民常識になるに至る道を見いだしたというべきでしょう。